# نگدامیروو
نگدامیروو (به لاتین: Niedamirów) یک روستا در لهستان است که در گمینا لوباوکا واقع شده‌است.